# سیارک ۲۰۱۰۶
سیارک ۲۰۱۰۶ (به انگلیسی: 20106 Morton، نامگذاری:1995QG) بیست هزار و صد و ششمین سیارک کشف شده‌است که در ۲۰ اوت ۱۹۹۵ کشف شد.
قدر مطلق سیارک برابر ۱۵٫۴۰ است.